# Kyra Vassiliki

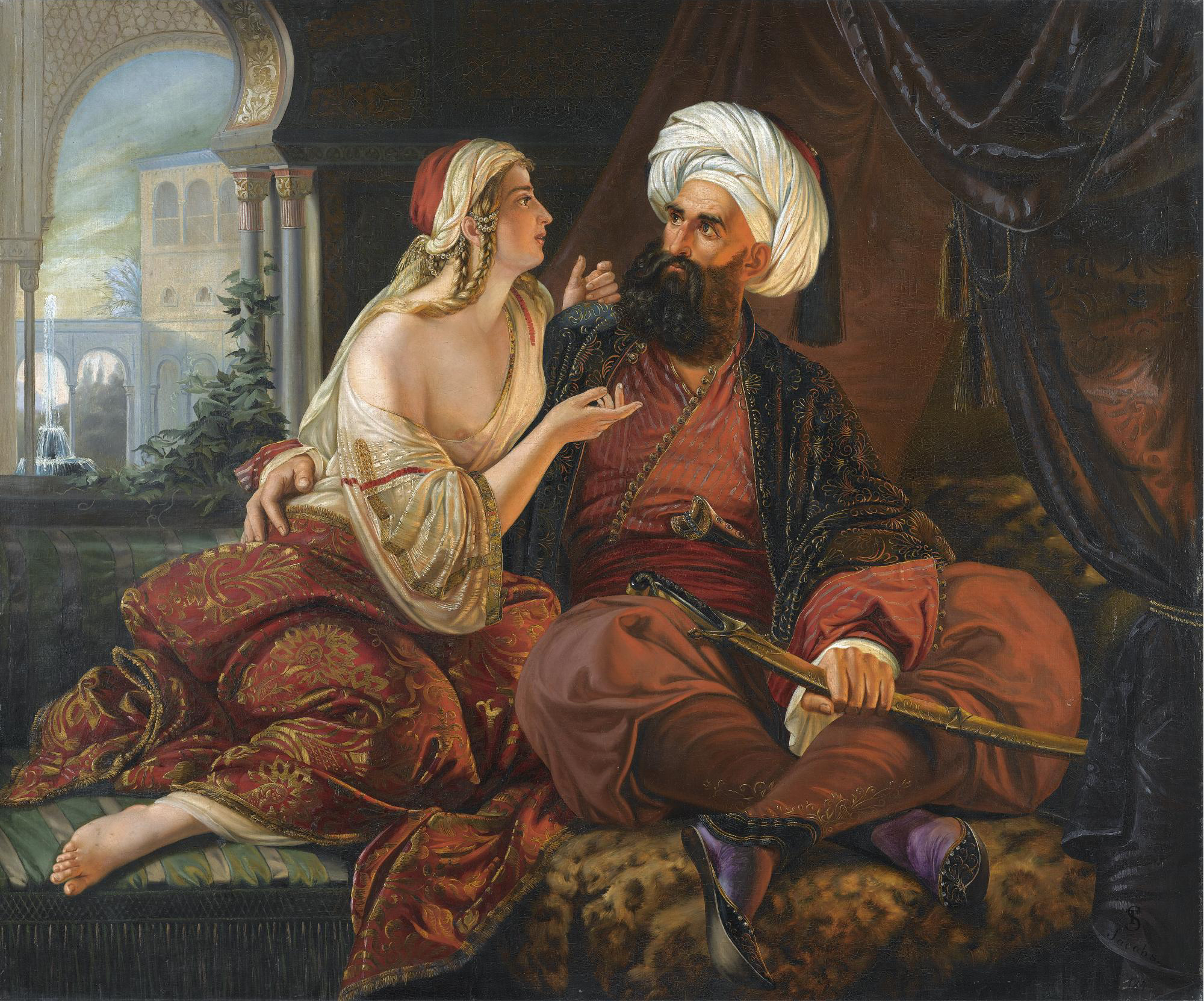
Kyra Vassiliki e Ali Pascià - quadro di Paul Emil Jacobs, 1844.

Kyra Vasiliki (Filiates, 1789 – Aitoliko, 11 dicembre 1834) fu la moglie cristiana di Alì Pascià, signore di Albania, e di gran parte dell'attuale Grecia.

## Biografia
Conobbe Ali Pascià all'età di dodici anni, quando si recò a corte per chiedergli di risparmiare suo padre. L'anziano monarca accettò le sue suppliche e nel 1808 la sposò, elevandola a moglie ufficiale (a quel tempo, l'harem di Tepeleni contava seicento concubine). Nonostante il matrimonio, Kyra mantenne la religione cristiana e nel palazzo una stanza venne trasformata in una cappella dove la regina poteva pregare.
Nel 1818 è diventata membro dell'organizzazione patriottica greca Filikí Etería. Kyra è stata direttamente reclutata da uno dei tre membri fondatori dell'organizzazione, Nikolaos Skoufas. In questo periodo ha intrapreso una serie di iniziative di beneficenza. Finanziò una serie di lavori di restauro del Monte Athos (1819-1820). La regina si dice che ebbe molta influenza sull'anziano consorte e ottenne clemenza per molti correligionari greci.

Nel gennaio 1822, durante l'ultima fase dell'Assedio di Giannina da parte delle forze del sultano ottomano, Vassiliki insieme ad Ali Pascià e la sua guardia privata sfuggirono sull'Isola di Giannina.
Ali Pascià venne fatto prigioniero dal sultano Mahmud II e ucciso nel 1822. La regina venne portata prigioniera a Costantinopoli ma fu risparmiata e ottenne il premesso di ritornare in Grecia, nel frattempo scossa dagli scontri della guerra d'indipendenza greca (1821-1830), dove morì ad Aitoliko, l'11 dicembre 1834.

## Letteratura
- È un personaggio citato ne Il conte di Montecristo, romanzo francese di Alexandre Dumas. Nella narrazione, lei e Ali hanno avuto una figlia, Haydee, catturata e venduta come schiava al protagonista.